# Valença (Portugal)
Valença o Valença do Minho és un municipi portuguès al districte de Viana do Castelo, a la regió del Nord i subregió del Minho-Lima. L'any 2006 tenia 14.324 habitants. És subdividit en 16 freguesies (Arão, Boivão, Cerdal, Cristelo Covo, Fontoura, Friestas, Gandra, Ganfei, Gondomil, Sanfins, São Julião, São Pedro da Torre, Silva, Taião, Valença i Verdoejo). Limita a l'est amb el municipi de Monção, al sud amb Paredes de Coura, a l'oest amb Vila Nova de Cerveira i al nord-oest i nord amb Galícia (municipi de Tui).
Situat dalt d'un turó amb vistes al Miño, Valença és una atractiva localitat fronterera. El barri antic està situat entre dues fortaleses amb doble muralla en forma de corona i unides per un passadís. Des del punt de vista monumental, destaquen el castell de Valença —en realitat dues fortaleses dels segles xvii i XVIII, dissenyades per l'enginyer francès Sébastien Le Prestre de Vauban. Des de les muralles s'observen unes magnífiques vistes a Galícia; l'església romànica de Santa Maria dels Àngels; i el convent de Ganfei, a 5 km a l'est de Valença, reconstruït al segle xi per un sacerdot normand. Va rebre un fur de Sanç II de Portugal, que va ser aleshores batejada com a Contrasta. Va rebre el seu nom actual el 1262.

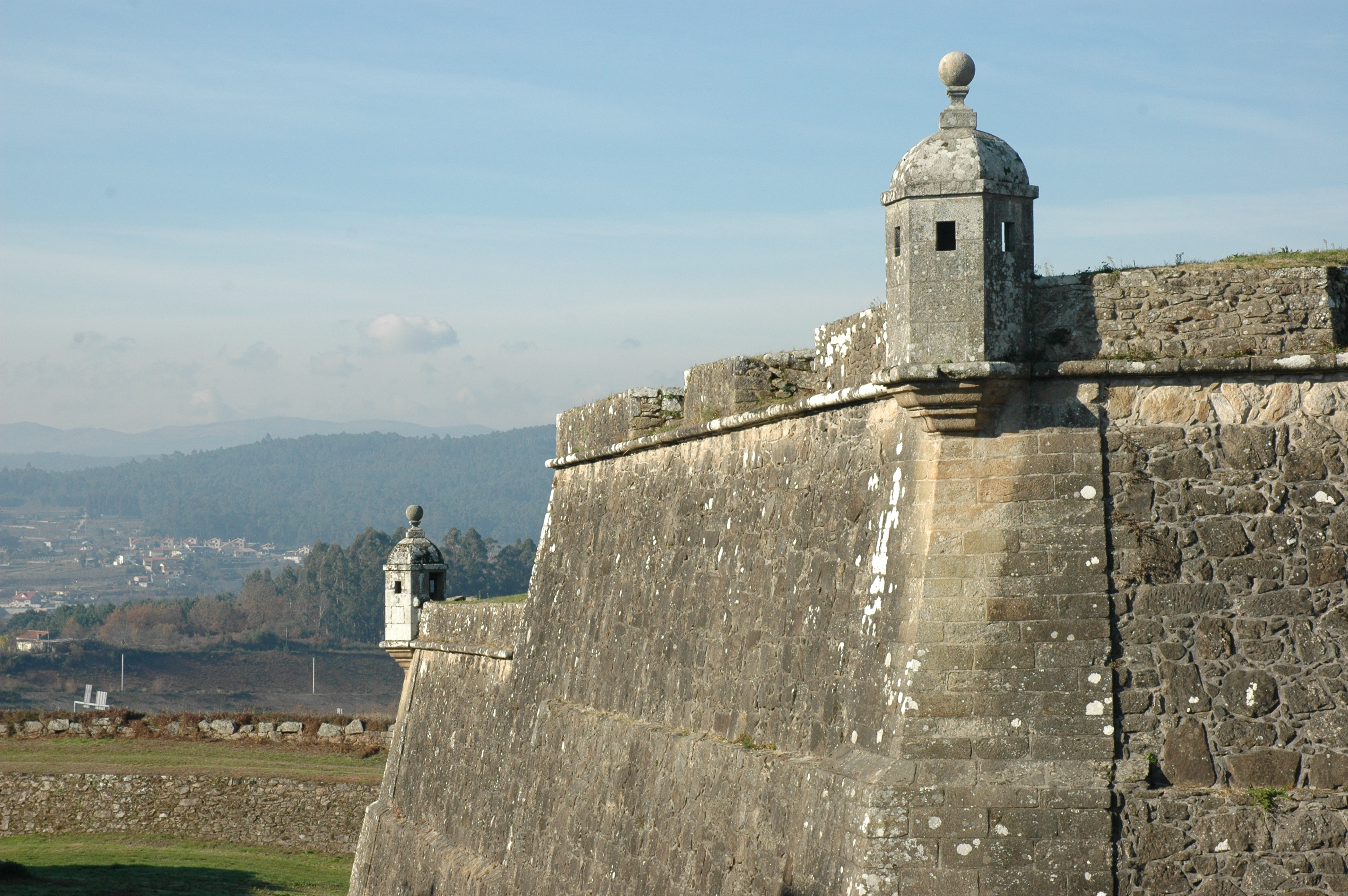
El castell

## Demografia
| Població del municipi de Valença (1801 – 2004) | Població del municipi de Valença (1801 – 2004) | Població del municipi de Valença (1801 – 2004) | Població del municipi de Valença (1801 – 2004) | Població del municipi de Valença (1801 – 2004) | Població del municipi de Valença (1801 – 2004) | Població del municipi de Valença (1801 – 2004) | Població del municipi de Valença (1801 – 2004) | Població del municipi de Valença (1801 – 2004) |
| ---------------------------------------------- | ---------------------------------------------- | ---------------------------------------------- | ---------------------------------------------- | ---------------------------------------------- | ---------------------------------------------- | ---------------------------------------------- | ---------------------------------------------- | ---------------------------------------------- |
| 1801                                           | 1849                                           | 1900                                           | 1930                                           | 1960                                           | 1981                                           | 1991                                           | 2001                                           | 2004                                           |
| 9242                                           | 13984                                          | 15265                                          | 16034                                          | 16237                                          | 13948                                          | 14815                                          | 14187                                          | 14284                                          |